# 斯克維拉

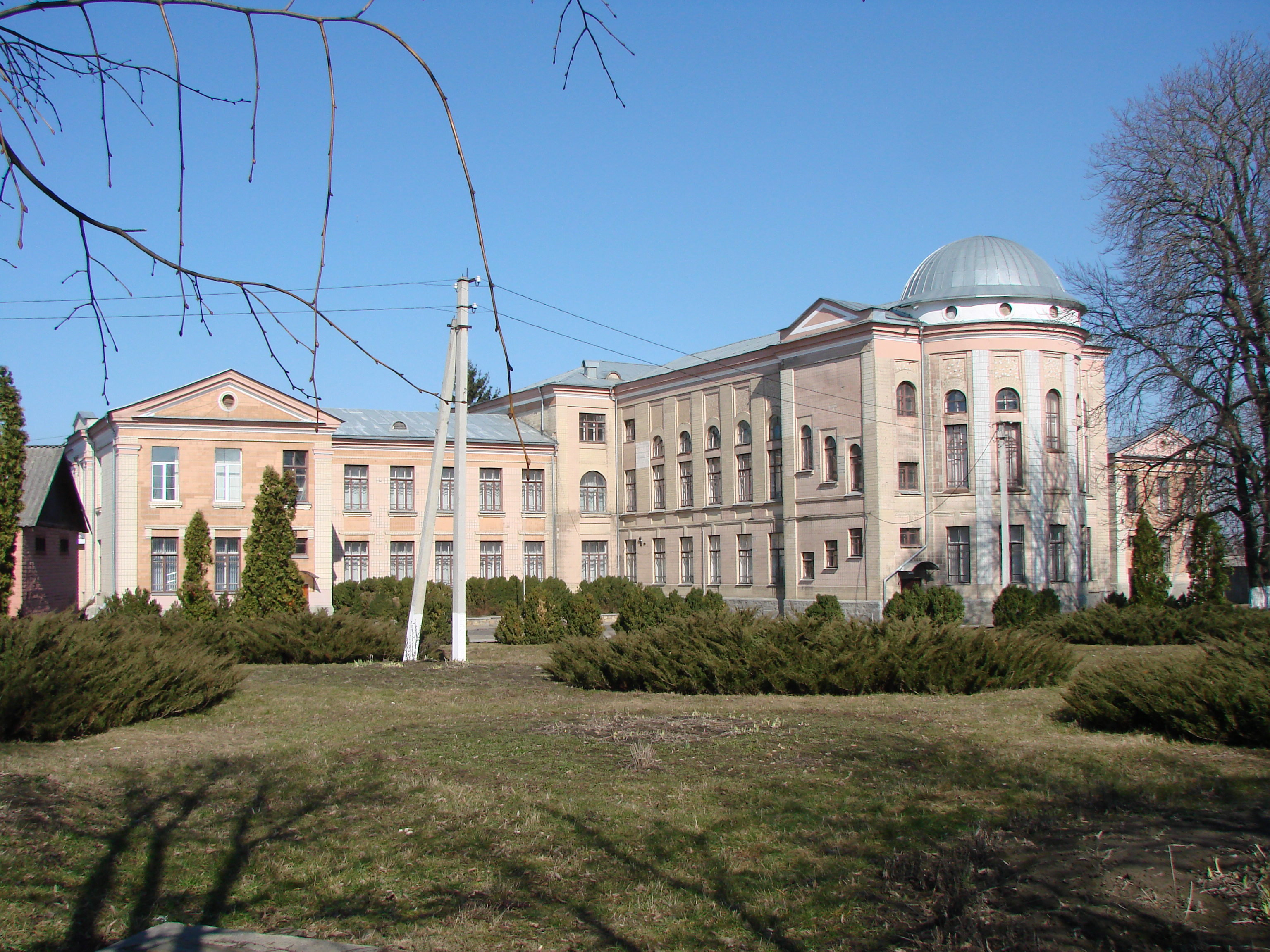
斯克维拉高中

斯克維拉是烏克蘭北部基輔州白采爾克瓦區斯克维拉市镇内的城市及其行政中心。距離首都基輔121公里。始建於1390年，面積63.28平方公里，海拔高度220米，2011年人口16,979。
第二次世界大戰期間，納粹德國在1941年7月至1943年12月29日佔領該市。

## 外部連結
- mrt5.com （页面存档备份，存于）—该市的照片